# Serra de Roca-sitjana
La Serra de Roca-sitjana, o de Roques Sitjanes, és una serra del terme municipal de Castellcir, a la comarca del Moianès.
És al sud-est del sector central del terme, on hi ha el poble de Castellcir. És a l'esquerra de la Riera de Castellcir, al sud-est de Ca l'Antoja i al nord-est de l'antiga església parroquial de Sant Andreu de Castellcir. Formen part d'aquesta serra els cims del Gurugú i Roques Sitjanes, i en el seu extrem nord-oriental enllaça a través del Collet de Roques Sitjanes amb la Serra de les Solanes.
En el vessant oriental d'aquesta serra s'estén el Bosc del Bosc.

## Etimologia
Tot i que encara no s'ha trobat exactament la roca que motiva aquest topònim, aquesta serra rep el nom d'una roca que devia tenir als seus peus, o potser excavada en la mateixa roca, una sitja.